# Viuz-en-Sallaz
Pour les articles homonymes, voir Sallaz.
Ne doit pas être confondu avec Viuz-la-Chiésaz.
Viuz-en-Sallaz  (se prononce [vjy ɑ̃ sala] ; le -z ne se prononce pas traditionnellement) est une commune française située dans le département de la Haute-Savoie, en région Auvergne-Rhône-Alpes.
La commune accueille avec Bogève, Onnion et Saint-Jeoire la station de sports d'hiver des Brasses. Elle est membre de la communauté de communes des Quatre Rivières.

## Géographie

### Situation
Assis sur une colline, plein sud, à mi-chemin entre Genève, Annecy et Chamonix, Viuz-en-Sallaz est un village dont le territoire s'étale de 600 m à 1 503 m d'altitude. Sa population actuelle s'élève à environ 4 000 habitants. Viuz-en-Sallaz se situe dans l'ancien canton de Saint-Jeoire et dans le nouveau canton de Bonneville.

### Le mont Vouan
Le mont Vouan est un petit massif de moyenne altitude qui culmine à 978 m.
Jusqu'au début du XXe siècle, les roches du Vouan ont été exploitées pour tailler des meules de moulin. On peut encore voir aujourd'hui, à l'endroit où les meules étaient extraites, de grands trous ronds de près de deux mètres de hauteur dans la roche.
Le Vouan possède de nombreuses carrières de pierre meulière. Les deux plus importantes sont « la grande gueule » — aussi appelée la grotte aux fées ou la grande meulière à Boisinges —, dont on aperçoit l'ouverture depuis la route d'Annemasse mais dont le plafond s'est effondré et « la meulière à Vachat », sur la falaise qui surplombe « la Gouille au Mort » (petite mare).
Le Vouan était également traversé par le « chemin des contrebandiers » ; ceux-ci apportaient à Genève le blé du moulin de Pont-Morand et rapportaient de l'alcool, du tabac, etc.
De nombreuses légendes tournent autour du Vouan. Parmi celles-ci : une jeune fille donnant des feuilles qui se changent en or habiterait le Vouan et ce massif possèderait une grotte renfermant un jeu de quilles en or.
Mais également une légende dit qu'un homme, qui taillait des pierres, avait refusé d'aller à la messe du dimanche afin de terminer son travail. Le dimanche, il était tombé de la falaise dans la célèbre gouille au Mort. On n'a jamais retrouvé son corps.

## Urbanisme

### Typologie
Au 1er janvier 2024, Viuz-en-Sallaz est catégorisée ceinture urbaine, selon la nouvelle grille communale de densité à sept niveaux définie par l'Insee en 2022.
Elle appartient à l'unité urbaine de Genève (SUI)-Annemasse (partie française), une agglomération internationale regroupant 34  communes, dont elle est une commune de la banlieue,,. Par ailleurs la commune fait partie de l'aire d'attraction de Genève - Annemasse (partie française), dont elle est une commune de la couronne,. Cette aire, qui regroupe 158 communes, est catégorisée dans les aires de 700 000 habitants ou plus (hors Paris),.

### Occupation des sols
L'occupation des sols de la commune, telle qu'elle ressort de la base de données européenne d’occupation biophysique des sols Corine Land Cover (CLC), est marquée par l'importance des forêts et milieux semi-naturels (45,2 % en 2018), une proportion sensiblement équivalente à celle de 1990 (45,9 %). La répartition détaillée en 2018 est la suivante : 
prairies (42,3 %), forêts (39,6 %), zones urbanisées (12,5 %), milieux à végétation arbustive et/ou herbacée (5,6 %).
L'IGN met par ailleurs à disposition un outil en ligne permettant de comparer l’évolution dans le temps de l’occupation des sols de la commune (ou de territoires à des échelles différentes). Plusieurs époques sont accessibles sous forme de cartes ou photos aériennes : la carte de Cassini (XVIIIe siècle), la carte d'état-major (1820-1866) et la période actuelle (1950 à aujourd'hui).

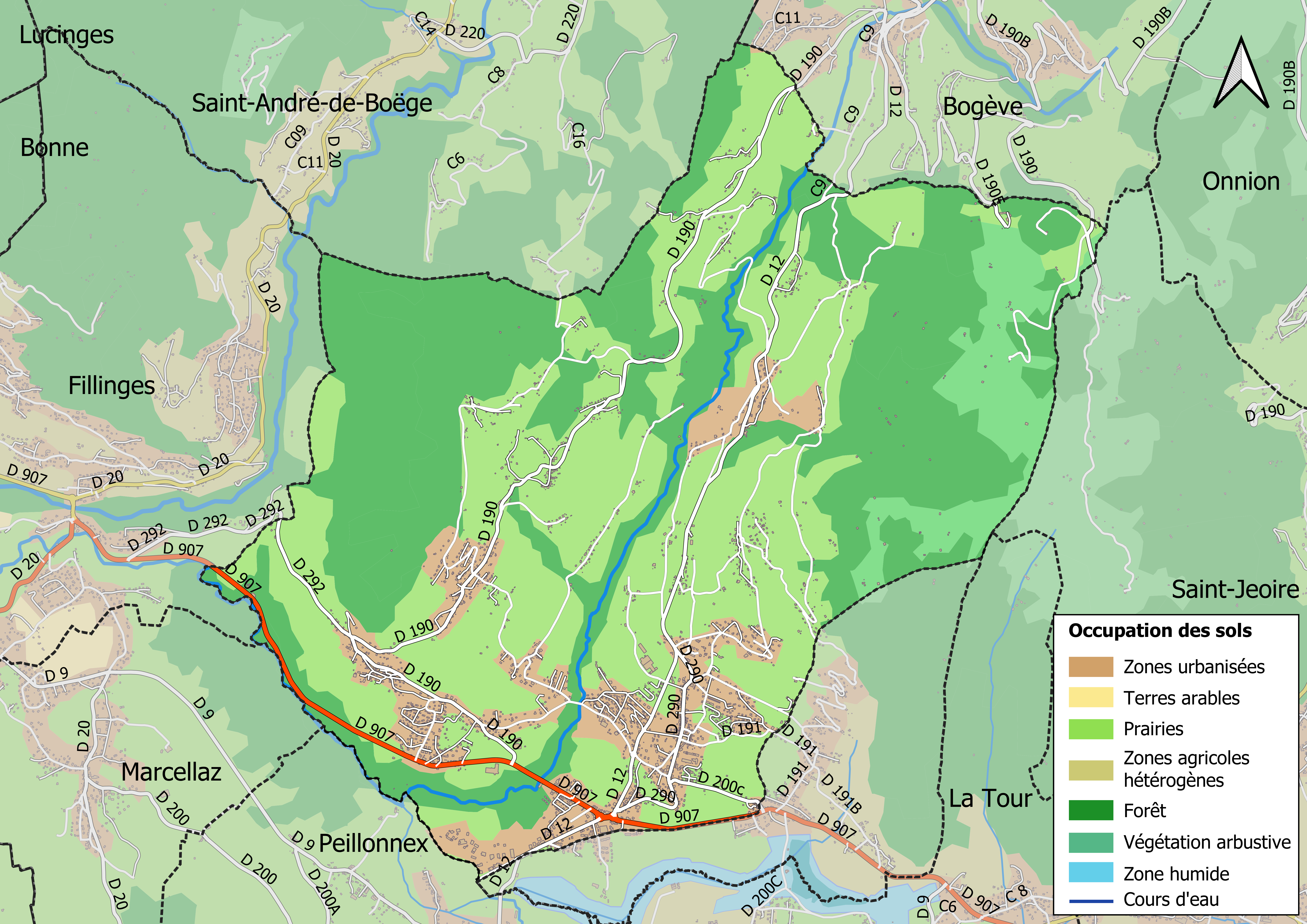
Carte des infrastructures et de l'occupation des sols en 2018 (CLC) de la commune.
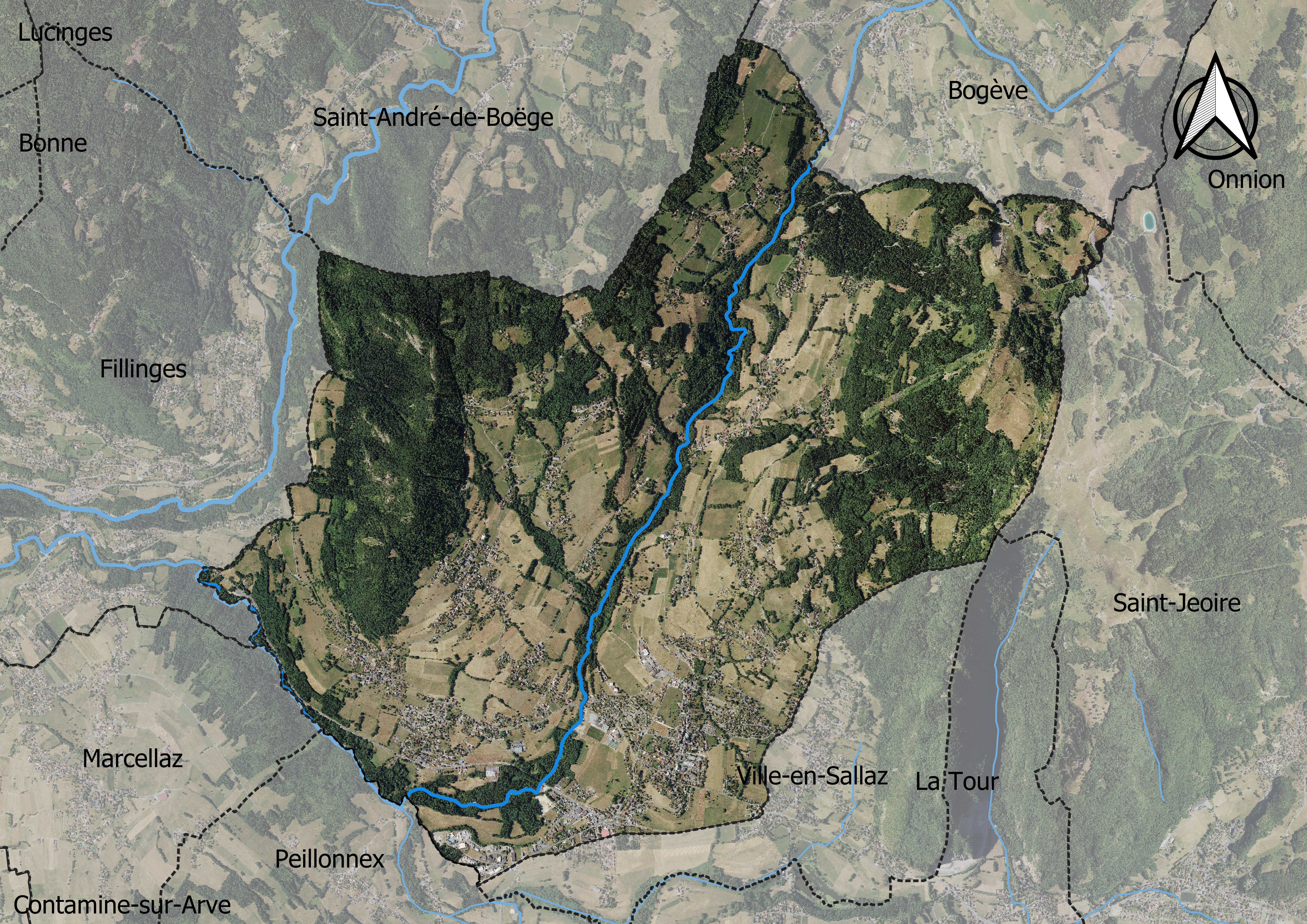
Carte orthophotogrammétrique de la commune.

## Toponymie
Le nom de la localité est attesté dès le milieu du XIIIe siècle. On trouve les formes Viu en Salaz (1250), Cura de Vyu (vers 1344). Une inscription sur le pignon de l'église du XIXe siècle donne Vicus in Sala.
Le toponyme « Viuz » provient du nom latin « vicus », signifiant une petite agglomération,.
En francoprovençal, le nom de la commune s'écrit Viu (graphie de Conflans) ou Viuz (ORB).

## Histoire
Il appartient au mandement de Thiez, composé des paroisses de Bogève, Saint-André, Viuz et Ville-en-Sallaz. Il relevait des seigneurs de Faucigny jusqu'à ce que l'évêque de Genève, Arducius de Faucigny, en hérite et le lègue à ses successeurs, les évêques de Genève.
On trouve mention, en date du 11 avril 1191, de la « terre de Viuz » dans l'accord intervenu entre l'évêque Nantelme et les chevaliers Guillaume et Amédée Pofeis, de même, le 29 mars 1212, est fait mention de la « Terre de Sallaz », lors d'une discussion entre Aymon II de Faucigny et l'évêque Bernard Chabert.
Ce mandement est occupé par François Ier en 1536 et passa à la Savoie en 1539.
Lors des débats sur l'avenir du duché de Savoie, en 1860, la population est sensible à l'idée d'une union de la partie nord du duché à la Suisse. Une pétition circule dans cette partie du pays (Chablais, Faucigny, Nord du Genevois) et réunit plus de 13 600 signatures, dont 16 pour la commune,. Le duché est réuni à la suite d'un plébiscite organisé les 22 et 23 avril 1860 où 99,8 % des Savoyards répondent « oui » à la question « La Savoie veut-elle être réunie à la France ? ».

## Politique et administration

### Liste des maires
| Période                                  | Période   | Identité                 | Étiquette   | Qualité                                                                                           |
| ---------------------------------------- | --------- | ------------------------ | ----------- | ------------------------------------------------------------------------------------------------- |
| 1896                                     | 1945      | Zéphyrin Cheneval-Pallud | RG          | Propriétaire, cultivateur et négociant Conseiller général du canton de Saint-Jeoire (1919 → 1934) |
| 1945                                     | 1975      | François Levret          | MRP puis CD | Agent d'assurances Conseiller général du canton de Saint-Jeoire(1949 → 1961 puis 1967 → 1973)     |
| 1975                                     | mars 1977 | Gabriel Gavard-Pivet     |             |                                                                                                   |
| mars 1977                                | juin 1995 | François Cheneval-Pallud | SE          | Suppléant du député Georges Pianta (1978-1981)                                                    |
| juin 1995                                | mars 2001 | Gilbert Mogeon           | SE          |                                                                                                   |
| mars 2001                                | juin 2020 | Serge Pittet             | UMP-LR      | Retraité Conseiller général du canton de Saint-Jeoire (2003 → 2015)                               |
| juin 2020                                | En cours  | Pascal Pochat-Baron      | SE          | Carrossier                                                                                        |
| Les données manquantes sont à compléter. |           |                          |             |                                                                                                   |

### Espaces verts, fleurissement

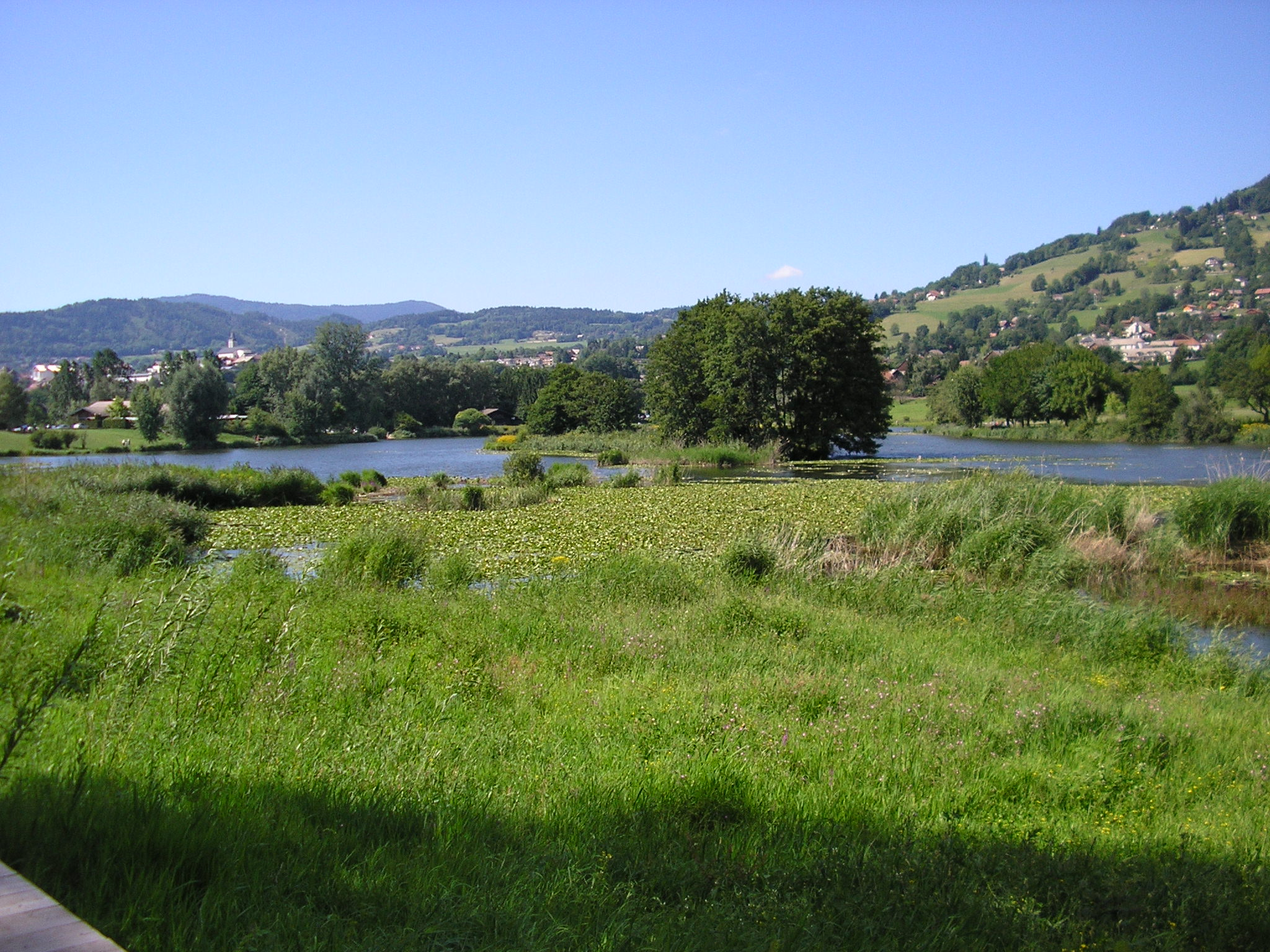
Lac du Môle.

En 2014, la commune de Viuz-en-Sallaz bénéficie du label « ville fleurie » avec « trois fleurs » attribuées par le Conseil national des villes et villages fleuris de France au concours des villes et villages fleuris.

## Population et société

### Démographie
Ses habitants sont appelés les Viuziens. On peut parfois trouver les formes Sallazienne, Viuly.
L'évolution du nombre d'habitants est connue à travers les recensements de la population effectués dans la commune depuis 1793. Pour les communes de moins de 10 000 habitants, une enquête de recensement portant sur toute la population est réalisée tous les cinq ans, les populations de référence des années intermédiaires étant quant à elles estimées par interpolation ou extrapolation. Pour la commune, le premier recensement exhaustif entrant dans le cadre du nouveau dispositif a été réalisé en 2006.

En 2022, la commune comptait 4 668 habitants, en évolution de +8,33 % par rapport à 2016 (Haute-Savoie : +6,01 %, France hors Mayotte : +2,11 %).
| 1793  | 1800  | 1806  | 1822  | 1838  | 1848  | 1858  | 1861  | 1866  |
| ----- | ----- | ----- | ----- | ----- | ----- | ----- | ----- | ----- |
| 1 668 | 1 921 | 1 845 | 2 391 | 2 480 | 2 826 | 2 400 | 2 584 | 2 611 |

| 1872  | 1876  | 1881  | 1886  | 1891  | 1896  | 1901  | 1906  | 1911  |
| ----- | ----- | ----- | ----- | ----- | ----- | ----- | ----- | ----- |
| 2 520 | 2 461 | 2 362 | 2 284 | 2 170 | 2 027 | 2 025 | 1 959 | 1 923 |

| 1921  | 1926  | 1931  | 1936  | 1946  | 1954  | 1962  | 1968  | 1975  |
| ----- | ----- | ----- | ----- | ----- | ----- | ----- | ----- | ----- |
| 1 710 | 1 666 | 1 650 | 1 541 | 1 378 | 1 430 | 1 799 | 2 213 | 2 267 |

| 1982  | 1990  | 1999  | 2006  | 2011  | 2016  | 2021  | 2022  | - |
| ----- | ----- | ----- | ----- | ----- | ----- | ----- | ----- | - |
| 2 379 | 2 944 | 3 373 | 3 737 | 3 920 | 4 309 | 4 600 | 4 668 | - |

## Culture locale et patrimoine

### Lieux et monuments
Viuz a conservé quelques témoignages du passé, tels que des mesures à grains, une ancienne prison, des maisons traditionnelles, une église dédiée à saint Blaise néo-classique du XIXe siècle ou encore des « mazots ».
L'écomusée Paysalp regroupe quatre sites, dont deux à Viuz-en-Sallaz :
- Le musée paysan où sont exposés des objets d'époque et des reconstitutions d'univers de vie haut savoyard ;
- Paysalp.

#### Patrimoine religieux
Le village compte aussi quelques traces de la piété locale, tels des oratoires ou des chapelles :
- l'église est dédiée à saint Blaise[24]. La décoration intérieure fut confiée au peintre J.B. Ferraris[30] ;
- en général, les oratoires datent du XIXe siècle, ils ont été érigés par des familles et sont souvent dédiés à la Vierge Marie. Ils portent les noms ou initiales des fondateurs, la date d'érection et une invocation ;
- la chapelle des Palluds : à la suite d'un éboulement, appelé « Le Déluge », survenu le 29 juillet 1715[31], trois villages (Fontaine, Grisard et Etrable) furent engloutis faisant 34 victimes dans 9 familles[32]. Laurent Gaillard-Pallud, originaire du village des Palluds, fit construire une chapelle sous le vocable de la Sainte Vierge, et ce en remerciement pour avoir été épargné. Elle fut bénie le 24 août 1717, restaurée en 1865 et récemment dans les années 1980. La petite cloche est celle qui annonçait les assemblées populaires du bourg, à l'époque révolutionnaire ;
- la chapelle de Sevraz est dédiée à saint Jacques et à saint Christophe, due à la générosité d'un émigré, Jacques Gavard-Perret. Il légua une somme pour sa construction. Son neveu et exécuteur testamentaire, Pierre Magnon, la fit construire. À l'entrée de la chapelle, au-dessus de la porte, une inscription rappelle son érection. Les tableaux du chemin de croix sont de 1850. Elle a été restaurée dans les années 1980.

#### Patrimoine historique
- Le château de Thyez ou Thiez/Thy/Tez, dit aussi de Viuz ou de Salaz[33],[34],[35] est une ruine située à environ 500 mètres au sud-ouest du village de Ville-en-Sallaz, au bord du ruisseau du Thy. Édifié au XIIe siècle par la famille de Faucigny, il devient ensuite la propriété des évêques de Genève. La maison forte est citée implicitement au mois d'octobre 1257, lors d'un séjour de l'évêque Aymon de Grandson, dans un échange intervenu entre l'abbaye de Saint-Maurice d'Agaune et Pierre II de Savoie. Elle est mentionnée le 17 juillet 1276 dans l'abergement concédé par l'évêque Robert de genève in domo nostra de Tez[15]. Au mois d'août 1291, le dauphin de Viennois Humbert I de la Tour du Pin, investit la Terre de Sallaz, enlève le château et y place une garnison. Excommunié, il doit rétrocéder le mandement et sa maison forte. Après la Réforme, elle servit de prison épiscopale, puis fut laissé à l'abandon.
- Château de Marcossey (Brégny), possession des Fournier, seigneurs de Marcossey, détruit en 1589 par les Bernois et les Genevois[36],[35], un second portant le même nom était situé à Brénaz.

### Héraldique
| Armes de Viuz-en-Sallaz | Les armes de Viuz-en-Sallaz se blasonnent ainsi : Parti ; au premier d'or au pal de gueules, au second de gueules à une clé contournée d'or et emboutée de sable. |